# Tricyrtis macrantha
Tricyrtis macrantha är en liljeväxtart som beskrevs av Carl Maximowicz. Tricyrtis macrantha ingår i släktet skuggliljor, och familjen liljeväxter. Inga underarter finns listade.